# Олександр Іванович (князь тверський)
Олександр II Іванович (рос. Александр Иванович; бл. 1375/1380 — 25 жовтня 1425) — великий князь тверський у 1425 році.

## Життєпис
Другий син Івана Михайловича й Марії (доньки великого князя Литовського Кейстута). Перша письмова згадка відноситься до 1390 року, коли він брав участь в урочистий зустрічі митрополита Кипріана. У 1399 році спільно зі своїм батьком отримав від діда Михайла Олександровича Тверське володіння, проте князь Іван Михайлович панував самостійно.
У 1402 році після смерті родича Івана Всеволодовича спадкує Холмське князівство. У 1403 році за дорученням батька ходив із загоном на Кашин, який захопив. У 1404 і 1411 роках вів перемовини з великим князем Литовським Вітовтом щодо спільних дій проти Тевтонського ордену і великого князівства литовського.
У травні 1425 року після смерті батька успадкував владу, але помер вже у жовтні того ж року під час епідемії чуми. Спадкував йому другий син Юрій.

## Родина
Дружина — донька князя Федора Михайловича Молозького
Діти:
- Ярослав (д/н—1435), князь Городоцький
- Юрій (1400—1425), великий князь Тверський
- Борис (д/н—1461), великий князь Тверський